# 1134년

## 연호
- 남송(南宋) 소흥(紹興) 4년
- 금(金) 천회(天會) 12년
- 일본(日本) 조쇼(長承) 3년
- 서하(西夏) 정덕(正德) 8년
- 리 왕조(李朝) 티엔쯔엉바오뜨(天彰寶嗣) 2년

## 기년
- 남송(南宋) 고종(高宗) 8년
- 금(金) 태종(太宗) 12년
- 고려(高麗) 인종(仁宗) 12년
- 서하(西夏) 숭종(崇宗) 49년
- 리 왕조(李朝) 신종(神宗) 7년